# Johann-Gottfried-Herder-Medaille

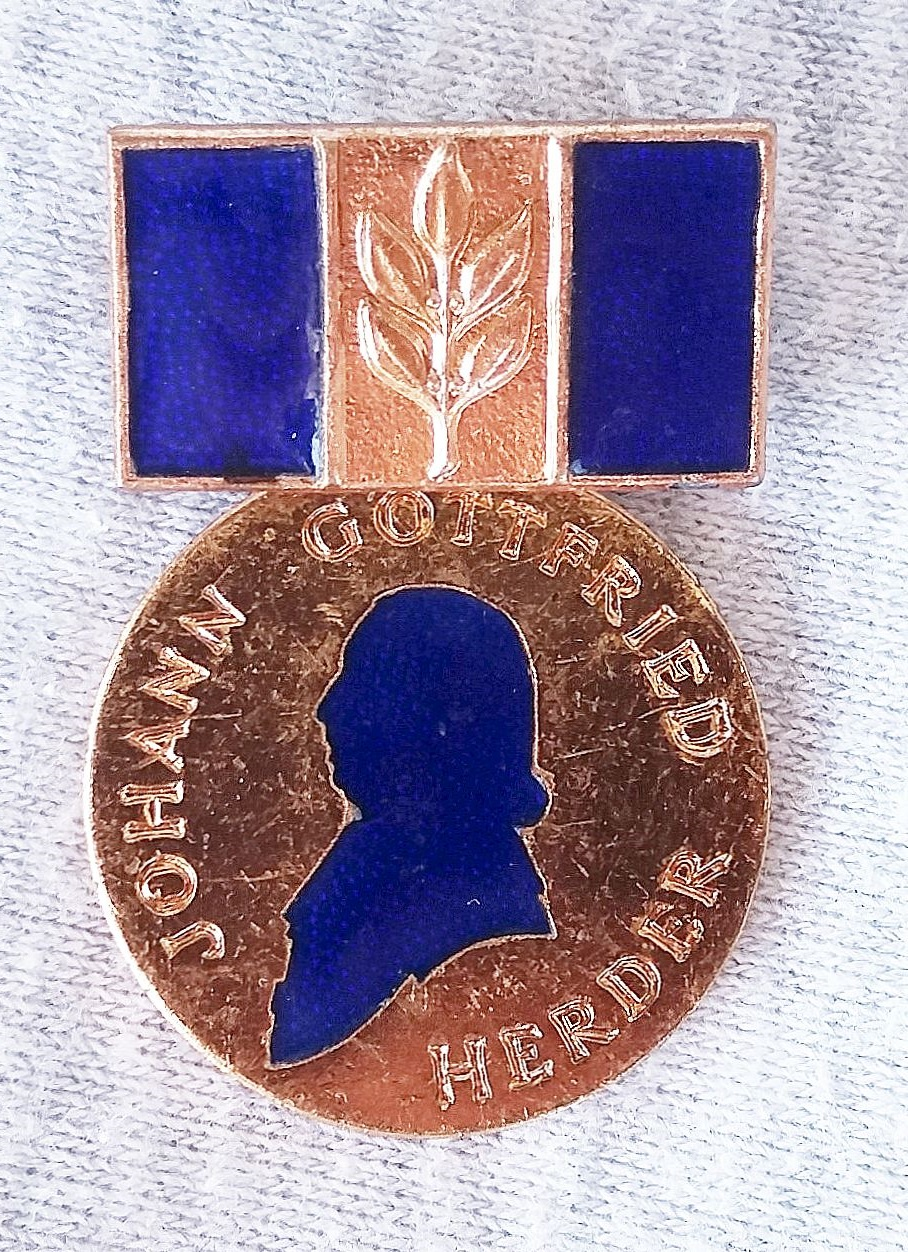
Herder-Medaille in Bronze, Vorderseite

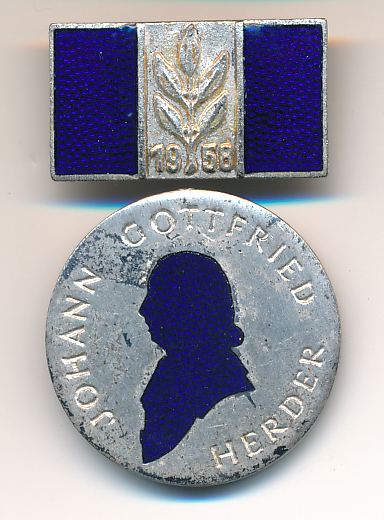
Herder-Medaille in Silber, Vorderseite

Die Johann-Gottfried-Herder-Medaille in Erinnerung an Johann Gottfried Herder wurde in der DDR als nichtstaatliche Auszeichnung der Gesellschaft für Deutsch-Sowjetische Freundschaft an verdienstvolle Russisch-Lehrer und für hervorragende Leistungen im Fach Russisch verliehen.
Erstmals wurde die Herder-Medaille am 7. Mai 1957, dem Vorabend des Tags der Befreiung, an 20 Russischlehrer verliehen. Ab dem Jahre 1958 wurde die Medaille auch an Abiturienten und Schüler in Schulen mit erweitertem Russischunterricht, später auch an Studenten und Lehrlinge mit hervorragenden Leistungen in Russisch in drei Stufen vergeben: Gold, Silber und Bronze, jeweils mit emaillierter Ehrenspange. Die Medaille wurde häufig im Rahmen von Festveranstaltungen der Gesellschaft für Deutsch-Sowjetische Freundschaft übergeben.